# Barbacenia rectifolia
Barbacenia rectifolia är en enhjärtbladig växtart som beskrevs av Lyman Bradford Smith och Edward Solomon Ayensu. Barbacenia rectifolia ingår i släktet Barbacenia och familjen Velloziaceae. Inga underarter finns listade.